# 塞纳河畔马罗勒
塞纳河畔马罗勒（法語：Marolles-sur-Seine，法語發音：[maʁɔl syʁ sɛn] ⓘ）是法国塞纳-马恩省的一个市镇，属于普罗万区。

## 地理
塞纳河畔马罗勒（48°23'9"N, 3°1'52"E）面积20.19 平方千米，位于法国法蘭西島大區塞纳-马恩省，该省份为法国北部内陆省份，北起瓦兹省，西接埃松省、马恩河谷省、塞纳-圣但尼省和瓦兹河谷省，南至卢瓦雷省，东南接约讷省，东临马恩省和奥布省，东北接埃纳省。
与塞纳河畔马罗勒接壤的市镇（或旧市镇、城区）包括：圣日耳曼拉瓦勒、拉通布、巴尔贝、拉布罗斯-蒙索、戛纳埃克吕斯、约讷河畔米西、蒙特罗福约讷。

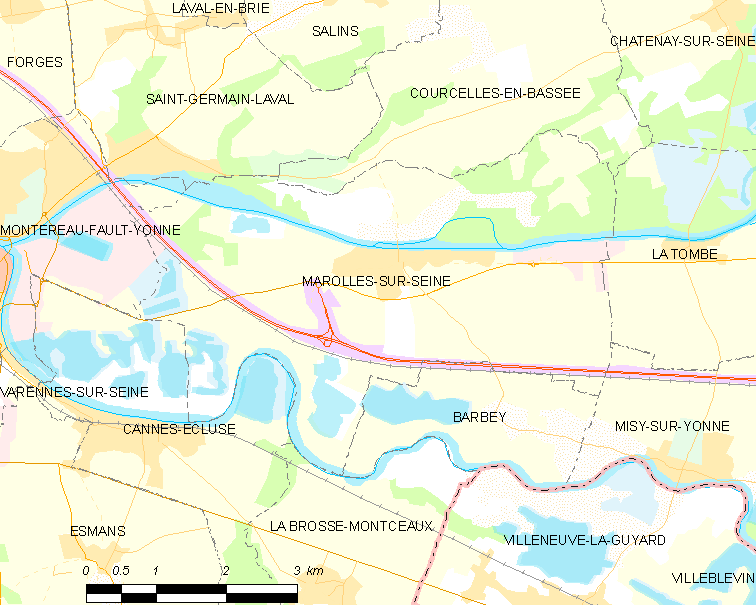
塞纳河畔马罗勒的OSM定位图

塞纳河畔马罗勒的时区为UTC+01:00、UTC+02:00（夏令时）。

## 行政
塞纳河畔马罗勒的邮政编码为77130，INSEE市镇编码为77279。

## 政治
塞纳河畔马罗勒所属的省级选区为蒙特罗福约讷县。

## 人口

1962-2008年间塞纳河畔马罗勒人口变化图示

塞纳河畔马罗勒于2022年1月1日时的人口数量为1793人。